# Чишко Олесь Семенович
Оле́сь Чишко́  (* 2 червня 1895, Дворічний Кут — †1976), композитор, співак (тенор) і педагог родом з с. Дворічний Кут біля Харкова, заслужений діяч мистецтв Узбецької РСР та РРФСР.
Учився в Харківській консерваторії (1914–1918) і Муз. Драматичному Інституті (1924) та Ленінградській консерваторії (1937), в якій викладав (1944 — 45 і 1948 — 65).
Соліст оперних театрів Харкова, Києва, Одеси (1926–1931), Малого оперного театру і філармонії в Ленінграді.
Виконавець партій: Кобзаря («Тарас Бульба» М. Лисенка), Максима Беркута («Золотий обруч» Б. Лятошинського), Годуна («Розлом» В. Фемеліді), Матюшенка («Броненосець Потьомкін») та ін. Твори: опери: «Юдит» (1923), «Яблуневий полон» (1931), «Броненосець Потьомкін» (1937, 2 ред. 1955), «Донька Каспія» (1942), «Леся Вересай» («Шахтарі», 1949) та ін.
Для симфонічного оркестру «Укр. сюїта на теми народних пісень» (1944), 2 увертюри, укр. рапсодія, музика до «Назара Стодолі» Т. Шевченка, солоспіви (50) на слова Т. Шевченка, І. Франка, Лесі Українки, П. Тичини та ін.
З збірки обробок українських народних пісень (75); музика до спектаклів.